# واين إي. ماير
واين إي. ماير (بالإنجليزية: Wayne E. Meyer) هو ضابط أمريكي، ولد في 21 أبريل 1926 في برونزوك في الولايات المتحدة، وتوفي في 1 سبتمبر 2009.